# Manuele Boaro
Manuele Boaro (Bassano del Grappa, Província de Vicenza, 12 de março de 1987) é um ciclista profissional italiano.
Em 2010 foi aprendiz na equipa Carmiooro-NGC. Em 2011, passou ao profissionalismo ao alinhar pela equipa Saxo Bank Sungard, no que permanece até 2016. Atualmente faz parte da equipa Astana Pro Team.

## Palmarés
| 2005 - 3º no Campeonato da Itália de Ciclismo Contrarrelógio Sub-23 2007 - Grande Prémio della Liberazione - 1 etapa do GP Tell - 1 etapa do Giro da Toscana-Memorial Michela Fanini - 1 etapa do Giro do Veneto 2008 - Troféu Zssdi 2009 - Memorial Davide Fardelli 2010 - Troféu de Cidade de Brescia | 2011 - 2º no Campeonato da Itália Contrarrelógio 2014 - 1 etapa da Volta à Dinamarca 2015 - 1 etapa do Circuito de La Sarthe 2016 - 2º no Campeonato da Itália Contrarrelógio 2018 - 1 etapa do Tour da Croácia |

## Resultados nas Grandes Voltas e Campeonatos do Mundo
Durante a sua carreira desportiva tem conseguido os seguintes postos nas Grandes Voltas e nos Campeonatos do Mundo:
| Carreira           | 2010 | 2011 | 2012 | 2013 | 2014 | 2015 | 2016 | 2017 | 2018 |
| ------------------ | ---- | ---- | ---- | ---- | ---- | ---- | ---- | ---- | ---- |
| Giro d'Italia      | -    | -    | 131º | 100º | -    | 96º  | 46º  | 74º  | 75º  |
| Tour de France     | -    | -    | -    | -    | -    | -    | -    | -    | -    |
| Volta a Espanha    | -    | -    | -    | -    | -    | -    | 147º | 116º | -    |
| Mundial em Estrada | -    | -    | -    | -    | -    | -    | -    | -    | -    |

-: não participa

Ab.: abandono

## Equipas
- Zalf Désirée Flor (2007-2009)
- Unione Ciclisti Trevigiani (2010)
- Carmiooro-NGC (2010)[2]
- Saxo Bank/Tinkoff (2011-2016)
  - Saxo Bank Sungard (2011)
  - Team Saxo Bank-Tinkoff Bank (2012)
  - Team Saxo-Tinkoff (2013)
  - Tinkoff-Saxo (2014-2015)
  - Tinkoff (2016)
- Bahrain Merida (2017-2018)
- Astana Pro Team (2019)